# لاک‌هدی
لاک‌هِدی (به مجاری:  Lakhegy) یک شهرداری در مجارستان است که در زالا واقع شده‌است. لاکهگی ۸٫۵۸ کیلومتر مربع مساحت و ۵۰۶ نفر جمعیت دارد.